# Флер (Орн)
Флер (фр. Flers) — коммуна на северо-западе Франции, находится в регионе Нормандия, департамент Орн, округ Аржанатан. Центр кантонов Флер-1 и Флер-2.
Население (2018) — 14 779 человек.

## Географическое положение
Флер находится на северо-западе департамента Орн. Входит в агломерацию земель Флер (население 43 460 человек), которая начала складываться в 90-х годах. Коммуну пересекает река Вер, которая впадает в Нуаро в Сен-Дени-де-Мере.
Расположена в 70 км к северо-западу от Алансона и в 60 к югу от Кана, в 41 км от автомагистрали А88.

## История
В первые Флер упоминается в конце XII века как Flers (1164—1179) или Flex (1188—1221). Строительство замка Флер, как укреплённого сооружения из дерева и камня окружённого водой, началось в XII веке. Со второй половины XVIII века в городе начало развиваться производство тика.
Во время Второй мировой войны Флер был одной из целью обстрелов в Нормандии. 6 и 7 июня 1944 года было разрушено около 80 % города. Флер был освобождён 16 августа британским дивизионом.

## Население
Согласно переписи 2013 года население Флера составляло 14 761 человек (46,5 % мужчин и 53,5 % женщин), в коммуне было 7122 домашних хозяйства, 3755 семей. Население коммуны по возрастному диапазону распределилось следующим образом: 16,8 % — жители младше 14 лет, 18,6 % — между 15 и 29 годами, 17,2 % — от 30 до 44 лет, 19,5 % — от 45 до 59 лет и 29,7 % — в возрасте 60 лет и старше.
Среди 7122 домашних хозяйств 52,7 % составляли семьи: 18,3 % имели детей, 24,6 % были бездетны, 9,9 % составляли семьи с одним родителем. Среди жителей старше 15 лет 42,3 % состояли в браке, 57,7 % — не состояли.
Среди населения старше 15 лет (11 167 человек) 45,2 % населения не имели образования или имели только начальное образование или закончили только колледж, 27,2 % — получили аттестат об окончании лицея или закончили полное среднее образование или среднее специальное образование, 11,4 % — закончили сокращённое высшее образование и 16,2 % — получили полное высшее образование.
В 2012 году из 8893 человек трудоспособного возраста (от 15 до 64 лет) 6079 были экономически активными, 2814 — неактивными (показатель активности 68,4 %, в 2008 году — 68,1 %). Из 6079 активных трудоспособных жителей работали 4800 человек (3159 мужчины и 2920 женщины), 1279 числились безработными. Среди 2814 трудоспособных неактивных граждан 845 были учениками либо студентами, 854 — пенсионерами, а ещё 1115 — были неактивны в силу других причин. Распределение населения по сферам занятости в коммуне: 0,4 % — сельскохозяйственные работники, 5,1 % — ремесленники, торговцы, руководители предприятий, 9,4 % — работники интеллектуальной сферы, 25,6 % — работники социальной сферы, 33,1 % — государственные служащие, 26,3 % — рабочие. В 2013 году средний доход на жителя в месяц составлял 1703 €, в год — 20 404 €.
Динамика численности населения:
| Население коммуны в XIX—XXI веках |
| --------------------------------- |
|                                   |

## Администрация
Пост мэра Флера с 2001 года занимает Ив Гоадуэ (Yves Goasdoué), бывший депутат Национального собрания Франции. На муниципальных выборах 2020 года возглавляемый им левый список победил во 2-м туре, получив 56,40 % голосов.
| Период | Период | Фамилия          | Партия                               | Примечания                                                                    |
| ------ | ------ | ---------------- | ------------------------------------ | ----------------------------------------------------------------------------- |
| 1967   | 1973   | Эмиль Альбу      | Народно-республиканское движение     | член Генерального совета департамента, депутат Национального собрания Франции |
| 1973   | 1977   | Пьер Ван дер Гюх | Разные правые                        | дантист                                                                       |
| 1977   | 1978   | Эмиль Альбу      | Народно-республиканское движение     | член Генерального совета департамента, депутат Национального собрания Франции |
| 1978   | 1983   | Мадлен Луэнтье   | Союз за французскую демократию       | консультант по вопросам образования                                           |
| 1983   | 1989   | Жан Дуар         | Союз за французскую демократию       | хирург                                                                        |
| 1989   | 2001   | Мишель Ламбер    | Социалистическая партия              | учитель, депутат Национального собрания Франции                               |
| 2001   |        | Ив Гоадуэ        | Социалистическая партия Разные левые | государственный служащий, депутат Национального собрания Франции              |

## Достопримечательности
- Шато Флер XVI—XVIII веков с парком; в здании шато располагается художественный музей
- Церковь Сен-Жермен начала XX века в неоготическом стиле
- Церковь Святого Иоанна XIX века в неороманском стиле
- Часовня Сувенир 20-х годов XX века с витражами в стиле арт-деко

## Города-побратимы
- Пунду, Буркина-Фасо
- Варминстер, Великобритания
- Вунсторф, Германия

## Знаменитые уроженцы
- Фернан Журдан (1903—1956), фехтовальщик, олимпийский чемпион 1932 года
- Ги Молле (1905—1975), политик, премьер-министр Франции в 1956—1957 гг.
- Полетт Дюальд (1921—1945), участница движения Сопротивления во время Второй мировой войны
- Жерар Ларше (1949), политик, председатель Сената Франции

## Галерея

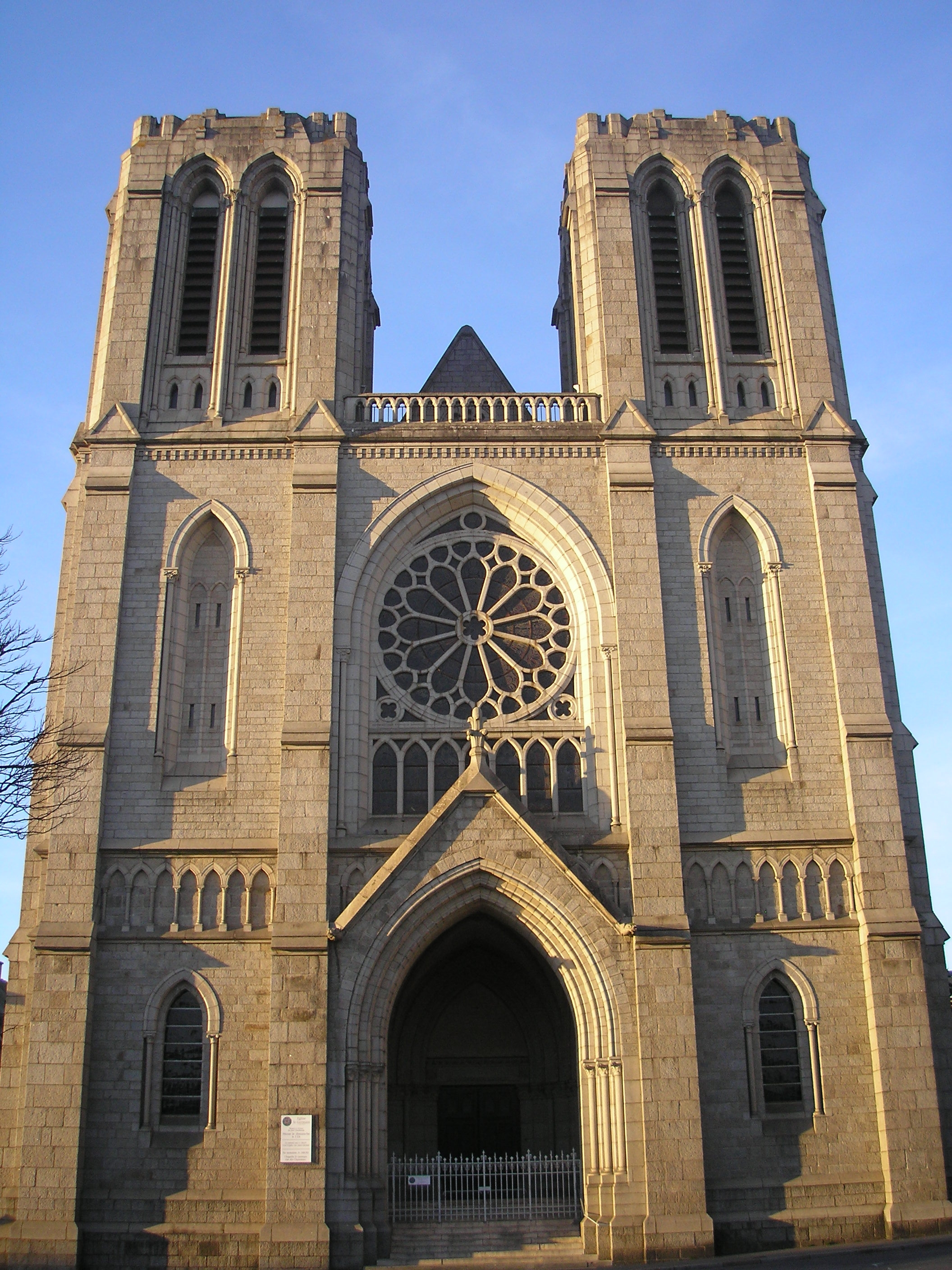
Церковь Сен-Жермен
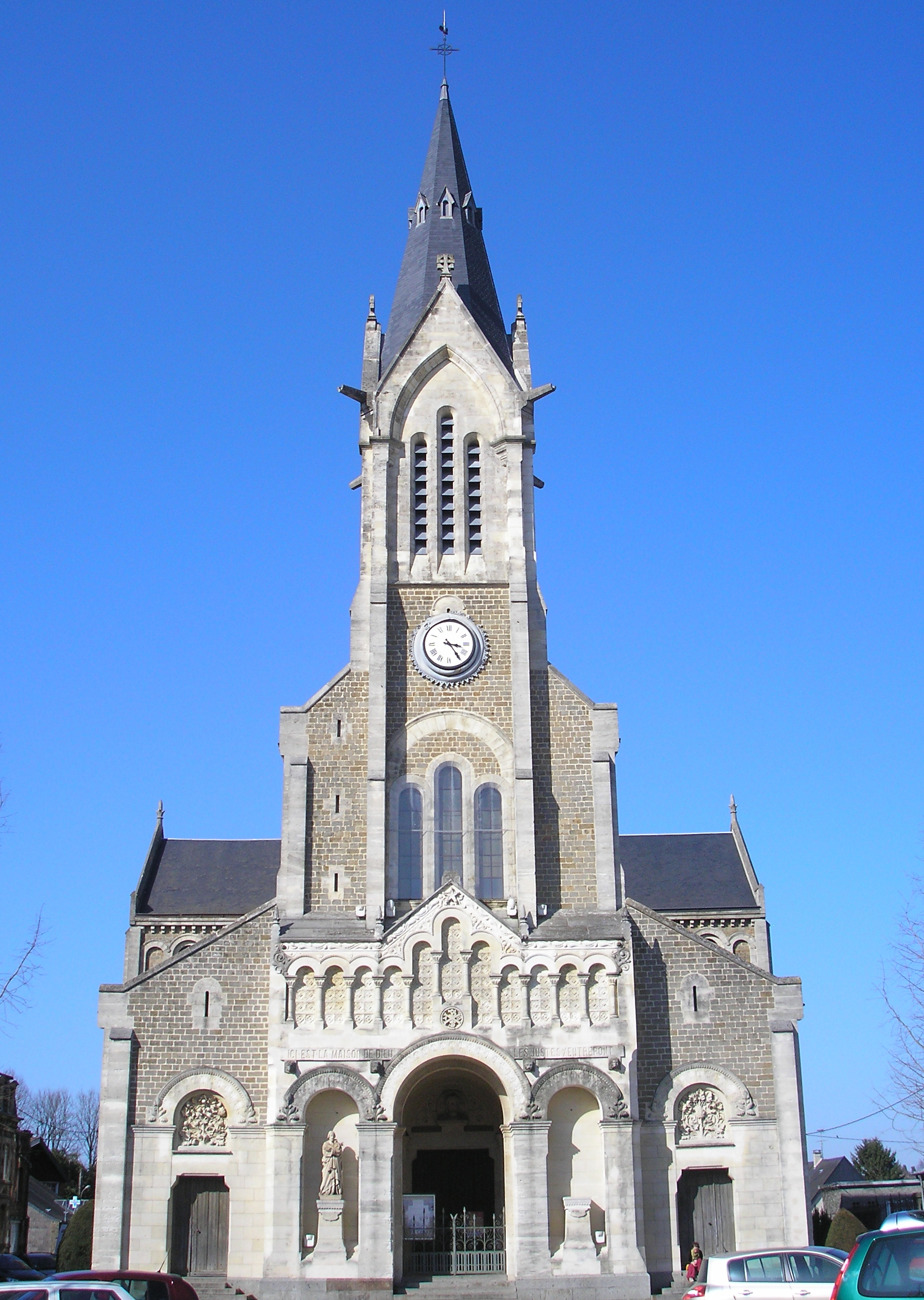
Церковь Святого Иоанна